# Contea di Shehong
La contea di Shehong (射洪市S, Shèhóng ShìP) è una contea della Cina, situata nella provincia di Sichuan e amministrata dalla prefettura di Suining.